# Djeebbana
Djeebbana är ett australiskt språk som talades av cirka 100 personer år 1991. Djeebbana talas i Nordterritoriet. Djeebbana tillhör de gunwingguanska språken.